# Minu
Minu (perz. مینو, poznat i kao Muhala ili Salbuh) je riječni otok smješten na Šat al-Arabu odnosno u iranskoj pokrajini Huzestan. Minu ima površinu od 6,83 km² i prosječna nadmorska visina kreće se između 1,5 i 2,0 m. Njegova zapadna obala prometni je plovni put između Horamšahera i Abadana, a usporedno s njegovom istočnom obalom pruža se Zračna luka Abadan. Korito Šat al-Araba na zapadu također predstavlja iransko-iračku prirodnu granicu koja je usklađena Alžirskim sporazumom iz 1975. godine. Na adi je identificirano 16 vrsta biljaka odnosno velik broj ptica među kojima i crna frankolina.

## Poveznice
- Abadan (otok)
- Popis iranskih otoka

## Vanjske poveznice
- (perz.) Hamshahri: آشنایی با جزایر ایرانی خلیج فارس Arhivirana inačica izvorne stranice od 15. veljače 2013. (Wayback Machine)